# Mesocco
Mesocco (Reto-Romaans: Mesauc; Lombardisch: Mesoch; Duits: Misox) is een gemeente in het Zwitserse bergdal Valle Mesolcina en behoort tot het kanton Graubünden.
Tot de gemeente behoren naast de hoofdplaats Mesocco ook het bekende San Bernardino en een twaalftal andere gehuchten (Andergia, Darba, Benabbia, Leso, Crimeo, Gei, Anzone, San Rocco, Cebbia, Deira, Logiano en Pian San Giacomo).
De plaats Mesocco speelde in de middeleeuwen een belangrijke rol vanwege zijn strategische ligging. Vanuit de burcht van de plaats heersten de graven van Sax-Misox eeuwenlang over het dal. Het bouwwerk lag op een steile rots, net ten zuiden van Mesocco. De ooit zo sterke vesting is in de loop van de eeuwen vervallen tot een ruïne. Bij de burcht hoort ook de 15de-eeuwse kerk Santa Maria del Castello met bijzondere wandschilderingen.
Voor het toerisme is het dorp San Bernardino het belangrijkst. Hier wordt 's winters volop gewintersport. Het is ook het beginpunt van de weg die naar de 2065 meter hoge San Bernardinopas leidt.
Op 20 juli 1935 stortte bij Pian San Giacomo een KLM-vliegtuig neer (de Douglas DC-2 Gaai). Daarbij kwamen dertien inzittenden en bemanningsleden om.

## Afbeeldingen

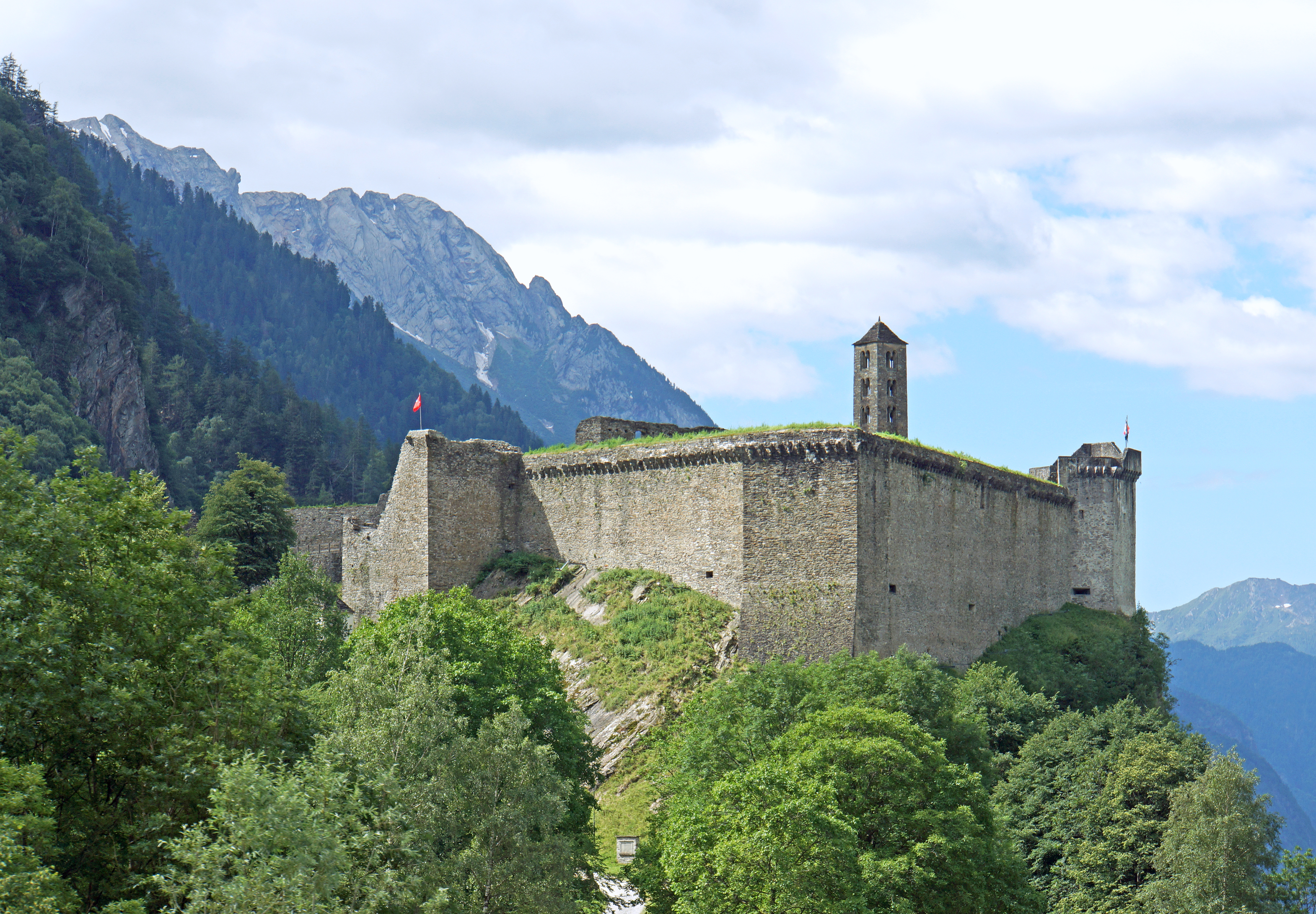
De burcht van Mesocco
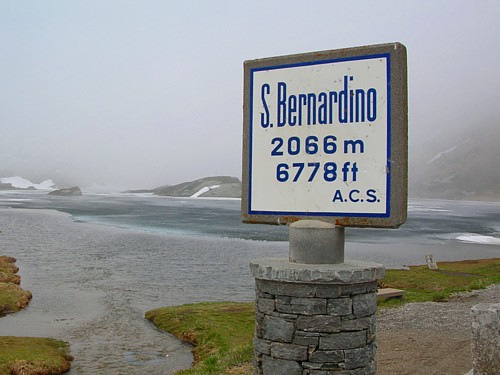
San Bernardinopas

Buseno · Calanca · Cama · Castaneda · Grono · Leggia · Lostallo · Mesocco · Rossa · Roveredo · Santa Maria in Calanca · San Vittore · Soazza · Verdabbio
- Bibliothèque nationale de France: cb121007863 (data)
- Gemeinsame Normdatei: 4038784-7
- Historisch woordenboek van Zwitserland: 001557
- Virtual International Authority File: 235905414